# Cnidoscolus beckii
Cnidoscolus beckii är en törelväxtart som beskrevs av Francisco Javier Fernández Casas. Cnidoscolus beckii ingår i släktet Cnidoscolus och familjen törelväxter.
Artens utbredningsområde är Bolivia. Inga underarter finns listade i Catalogue of Life.